# Маяк Балаш-Пойнт
Маяк Балаш-Пойнт (англ. Balache Point Lighthouse), также известный как маяк Балаш-Пойнт-Рейндж-Рир (англ. Balache Point Range Rear Lighthouse), — маяк, расположенный в проливе Кансо на мысе Балаш-Пойнт, графство Инвернесс, провинция Новая Шотландия, Канада. Построен в 1905 году. 

## История
Пролив Кансо, в котором расположен маяк, отделяет остров Кейп-Бретон от материковой части Новой Шотландии. Узкий проход длиной около 25 километров соединяет залив Чедабукто в Атлантическом океане с заливом Святого Георгия в проливе Нортамберленд. Навигация в этом районе была достаточно оживлённой в начале XX века, поскольку тут пролегает кратчайший путь к реке Святого Лаврентия. В 1905 году, в дополнение к маякам на входе и выходе из пролива, было решено построить маяк и возле самой узкой точки этого опасного пролива. Эта точка располагалась между мысом Балаш-Пойнт (также известным как МакМиллан-Пойнт) на острове Кейп-Бретон и мысом Поркьюпайн на материке. В качестве места для маяка был выбран мыс Балаш-Пойнт, строительство было завершено 1 декабря 1905 года. Он представлял собой выкрашенную в белый цвет деревянную квадратную башню высотой 10 метров, на вершине которой была установлена линза Френеля пятого поколения. В 1908 году был построен также противотуманный колокол. В 1930-х и 1940-х годах траффик через пролив Кансо неуклонно продолжал расти, чему сильно способствовала разработка угольных шахт и строительство сталилитейных заводов на острове Кейп-Бретон. 13 апреля 1955 года через пролив Кансо между мысами Балаш-Пойнт и Поркьюпайн была построена дамба, через которую была проложена автомобильная дорога. Чтобы сохранить возможность прохода морских судов в конце этой дамбы, рядом с маяком, был прорыт канал и построен разводной мост через этот канал.
После того как строительство дамбы было завершено, маяк был выведен из эксплуатации. В 1963 году был установлен автоматический маяк на северном входе в канал на холме, который ранее служил кладбищем. Новый маяк представляет собой квадратную деревянную башню высотой 6,7 метров. Она окрашена в белый цвет с большой вертикальной красной полосой. Маяк автоматический, но работает только с апреля по декабрь. На южном входе был установлен аналогичный маяк, но в 1991 году он был заменён скелетной башней.